# شب مرد فراری
شبِ مردِ فراری (به انگلیسی: Night of the Running Man) یک فیلم سینمایی آمریکایی در ژانر تریلر و فیلم جنایی محصول سال ۱۹۹۵ به کارگردانی مارک لستر است و توسط لی ولز نوشته شده‌است که آن را از رمان خود با همین نام اقتباس کرده‌است. بازیگران اصلی فیلم اندرو مک‌کارتی و اسکات گلن هستند. این فیلم قبل از انشار ویدئو در شبکه اچ‌بی‌او پخش شد.

## داستان
یک آدمکش در لاس وگاس به دنبال یک راننده تاکسی است که مبلغ ۱ میلیون دلار پول نقد را از تبهکاران دزدیده‌است.

## بازیگران
| بازیگر        | نقش         |
| ------------- | ----------- |
| اندرو مک‌کارتی | جری لوگان   |
| اسکات گلن     | دیوید اخارت |
| جنت گان       | کریس آلتمن  |
| جان گلاور     | دریک میلز   |
| پیتر ایکانژلو | آل چمبرز    |
| جودیت چپمن    | اتاق اتاق   |
| تاد سوسمان    | مایر ویس    |
| وین نیوتون    | اوت گورینو  |
| کیم لنکفورد   | پیشخدمت     |